# Thomas Gwynn Jones
Thomas Gwynn Jones (10 de octubre de 1871 - 7 de marzo de 1949), más conocido como T. Gwynn Jones, fue un poeta, erudito, crítico literario, novelista, traductor y periodista galés. Es más conocido por sus contribuciones a la literatura en galés y al sistema educativo de su país, así como por su estudio de cuentos populares galeses de comienzos del siglo XX. También destacó en la traducción literaria al galés de obras en inglés, alemán, griego e irlandés.

## Vida personal
Thomas Jones nació en Y Gwyndy Uchaf, Betws-yn-Rhos, Denbighshire, Gales. Fue el primogénito de Isaac Jones y Jane Roberts. Cursó sus estudios en Denbigh y Abergele. En 1899 contrajo matrimonio con Margaret Jane Davies, hija de Thomas Davies de Denbigh, con quien tuvo tres hijos.

## Trayectoria

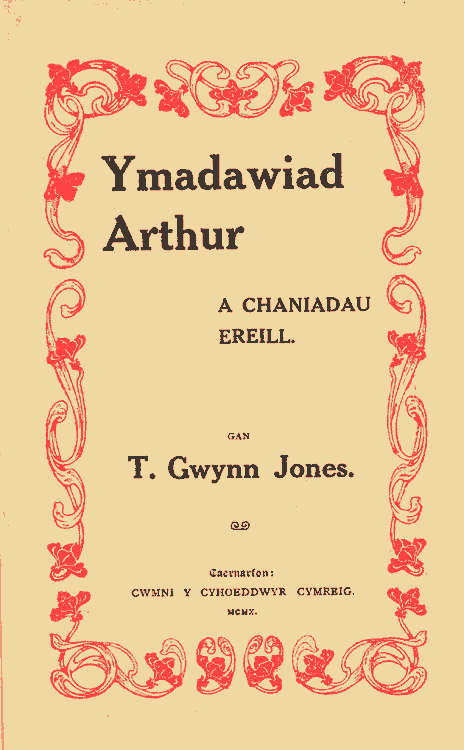
Cubierta de Ymadawiad Arthur a Chaniadau Eraill, una colección de poemas en galés de Thomas Gwynn Jones (Caernarfon, 1910).

En 1890 fue subdirector del periódico galés Baner ac Amserau Cymru (Y Faner) y escribió la biografía del editor liberal Thomas Gee, cuya obra influenció su trabajo. Tras varios años en el periodismo, Jones consiguió un puesto en la Biblioteca Nacional de Gales, en Aberystwyth, y luego fue profesor en el Departamento de Lengua Galesa del Colegio Universitario de Aberystwyth, consiguiendo la plaza de catedrático en 1919.
Ganó la silla del bardo en el eisteddfod nacional de Gales en Bangor en 1902 por su oda "Ymadawiad Arthur". Su obra más destacada es una edición del poeta del siglo XV Tudur Aled.
Jones se opuso firmemente a la participación británica en la Primera Guerra Mundial, al punto de que abandonó la capilla de Aberystwyth cuando el sacerdote ofreció una misa para celebrar la victoria del Reino Unido en el conflicto bélico. Más tarde escribiría:  

Si hay algo que entiendo del Nuevo Testamento es que Jesucristo no era militar. Es el salvador del mundo, el príncipe de la paz. Por ello, todos aquellos que se llaman a sí mismos cristianos, seguidores de Cristo, deben mostrar su rechazo total a la guerra.

Fue galardonado con la Orden del Imperio Británico en 1937.

## Obra
| - Astudiaethau (1936) - Awen y Gwyddyl (1922) - poesía traducida del irlandés. - Bardism and Romance (1914) - Beirniadaeth a Myfyrdod (1935) - Blodau o Hen Ardd (1927) - epigramas traducidos del griego. - Brethyn Cartref (1913) - Brithgofion (1944) - Caniadau (1934) - Cofiant Thomas Gee (1913) - Cymeriadau (1933) - Y Dwymyn (1944) - Dyddgwaith (1937) | - Eglwys y Dyn Tlawd (1892) - Emrys ap Iwan. Cofiant (1912) - Fausto de Goethe (1922) - Gwedi Brad a Gofid (1898) - Gwaith Tudur Aled, 2 vols., (1926) - Gwlad y Gân a cherddi eraill (1902) - John Homer (1923) - Lona (1923) - Llenyddiaeth Y Cymry (1915) - Rhieingerddi'r Gogynfeirdd (1915) - Visions of the Sleeping Bard (1940) - Welsh Folklore and Welsh Folk-custom (1930) |